# 比利亚诺瓦
比利亚诺瓦，是西班牙阿拉贡自治区韦斯卡省的一个市镇。总面积7平方公里，总人口132人（2001年），人口密度19人/平方公里。